# Uilenspiegel (tijdschrift 1870-1916)

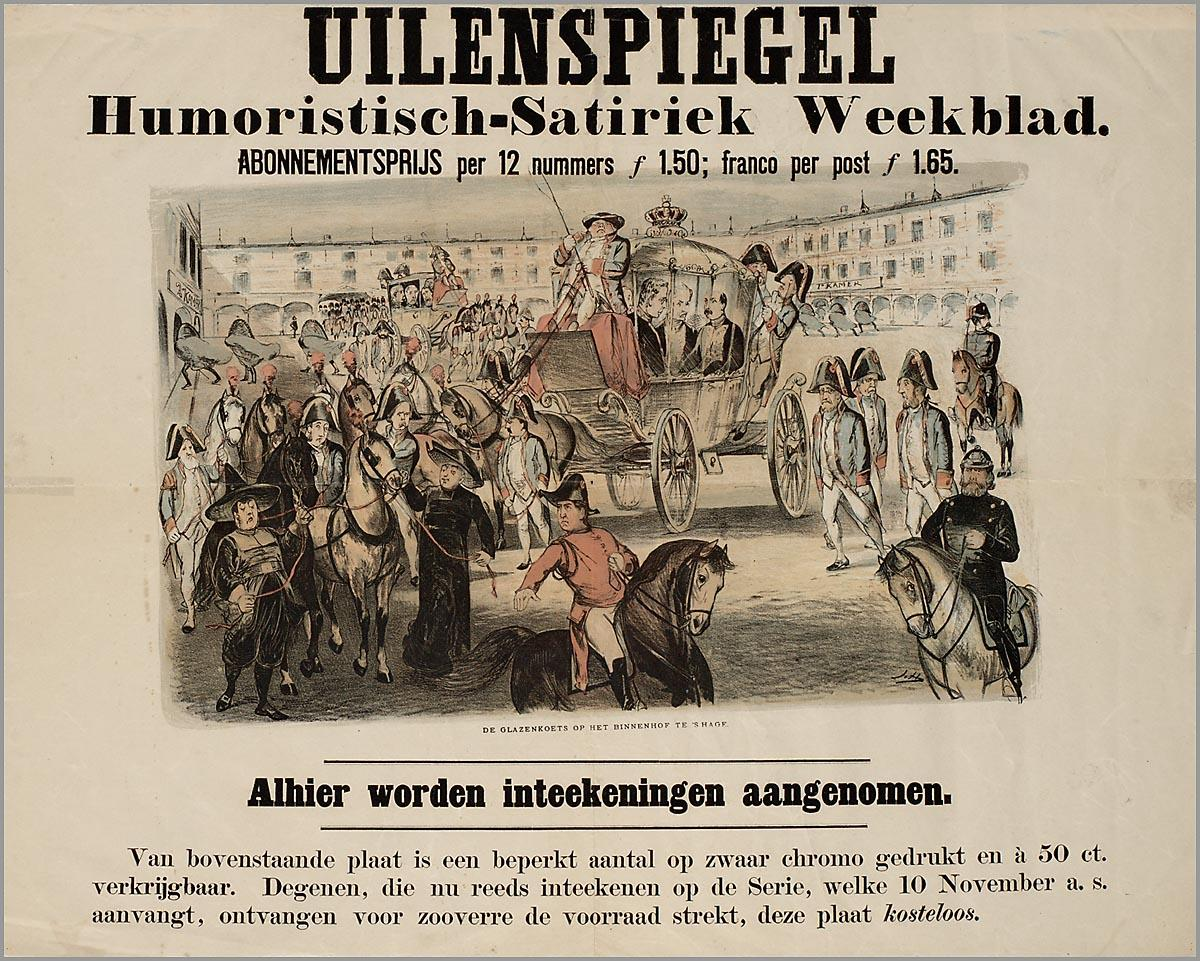
Affiche voor de Uilenspiegel, eind 19e eeuw

Het "Humoristisch-Satiriek Weekblad" Uilenspiegel was een Nederlands satirisch weekblad, dat verscheen tussen 1870 en 1916. 
Na de afschaffing van het zegelrecht - dat alle periodieken met een omvang van meer dan twee vierkante decimeter belastte - in 1869, begonnen er steeds meer satirische tijdschriften te verschijnen. Door verbeteringen in de druktechniek konden deze ook verlevendigd worden met illustraties. Hierdoor konden ze een eigen plaats innemen naast de gevestigde dagbladen, die meestal wars waren van satire en vooruitstrevende ideeën, kortom een saaie indruk maakten. Een van de meer succesvolle bladen in deze categorie was Uilenspiegel. 
Uilenspiegel werd in 1870 opgericht in Rotterdam, vermoedelijk door journalisten van de Nieuwe Rotterdamsche Courant, en uitgegeven door de oprichter van de NRC, Nijgh. Nog een aanwijzing voor de connectie met de NRC was de opmerking van concurrent Asmodée, dat Uilenspiegel ‘de tweede vuilniskar der Nieuwe Rotterdamsche Courant’ noemde. Het blad dankte zijn naam aan de fictieve Vlaamse volksheld Tijl Uilenspiegel, die kort daarvoor in 1867 in de roman van Charles de Coster  een nieuwe dimensie als strijder voor de vrijheid had gekregen.
In het openingsnummer leek het blad geen politieke kant te kiezen: “Een programma is het niet, dat wij hier neêrschrijven. […] (Uilenspiegel wil) den strijd op politiek en sociaal gebied, omdat die strijd nu en dan een veel te ernstig karakter aanneemt, zoodat de partijen gevaar loopen elkander met huid en haar te verslinden, temperen, door onder al den ernst, waarmeê hij gevoerd wordt, wat luim en jokkernij te mengen.” Evengoed bleek al snel dat Uilenspiegel van links-liberale signatuur was en een anti-conservatieve en anti-confessionele ideologie aanhing. Door middel van open brieven van Tijl Uilenspiegel aan bekende (vaak politieke) personen en gesprekken tussen de figuurtjes Kwik en Kwak en Doris Punt en Jan Bramsen (gemodelleerd naar de bekende conservatieve politicus Jan Abrahamszoon Heemskerk) werden tegenstanders op de hak genomen. 
Spotprenten begonnen in Uilenspiegel een steeds grotere rol te spelen. In het begin was J. van Hoof de enige tekenaar. Later bood het een vrijplaats voor prenten van mensen als Johan Michaël Schmidt Crans, Jan Holswilder, Johan Braakensiek en Anton van der Valk. Vaste tekenaars waren verder onder anderen Willem van der Nat en Patricq Kroon (onder het pseudoniem Orion).

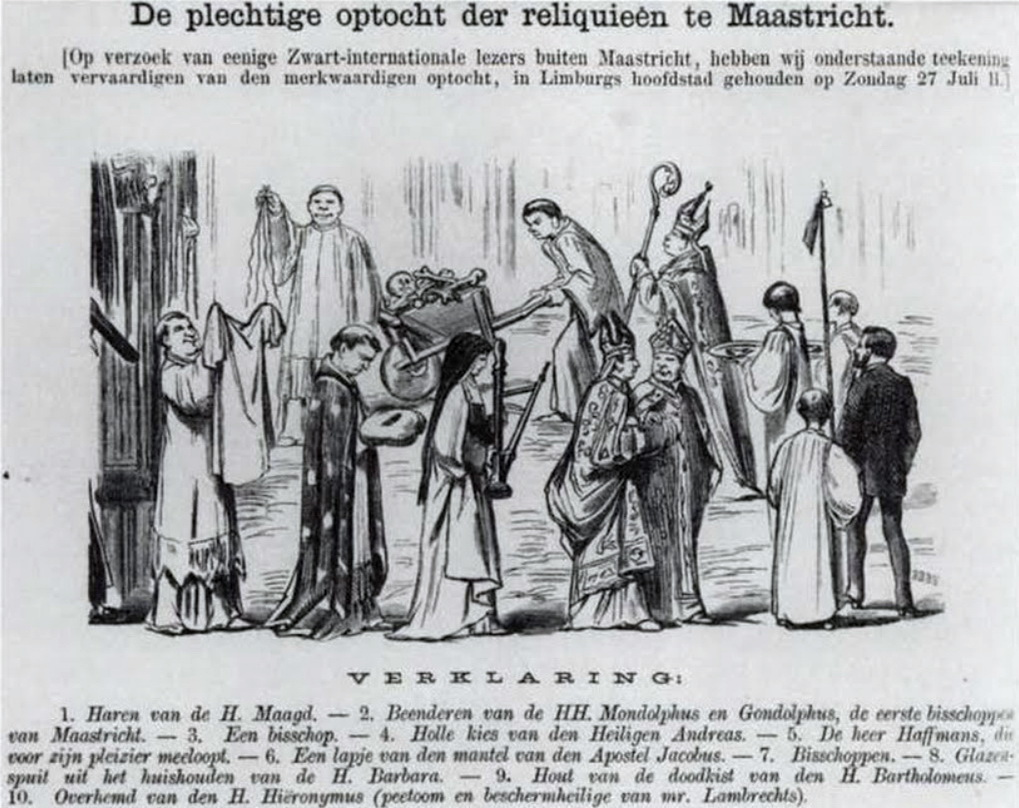
Spotprent naar aanleiding van een Maastrichtse reliekenprocessie (Uilenspiegel, 16 augustus 1873)

Na het overlijden van Thorbecke in 1872 ging Uilenspiegel mee met het progressieve liberalisme, dat zich met name profileerde in de schoolstrijd. Zo vond het blad onvermijdelijk de grote voorvechter van de anti-revolutionairen, Abraham Kuyper, op zijn weg. Aan de opening van de Vrije Universiteit, Kuypers belangrijkste geesteskind, wijdde Uilenspiegel zelfs een volledig nummer. Ook het processieverbod – en de pogingen van katholieken dit verbod uit de weg te ruimen – was een dankbaar onderwerp. Waarin Uilenspiegel verschilde van andere satirische tijdschriften was de positieve houding ten aanzien van het koningshuis, voor andere bladen juist een makkelijk mikpunt van spot. Uilenspiegel zag de Oranjes als een belangrijk nationaal bindmiddel.
Vanaf het eind van de jaren zeventig kreeg Uilenspiegel meer en meer de tijdgeest tegen. Nog los van de verdeeldheid binnen de liberalen tussen de doctrinairen (conservatieven) en de links-liberalen, kwam in 1883 een confessionele coalitie tot stand tussen de katholieken en de antirevolutionairen. Ook het socialisme won snel aan aanhang. Bovendien begonnen in het eerste kwart van de twintigste eeuw de dagbladen steeds aantrekkelijker van uiterlijk en kritischer van inhoud te worden en de ene na de andere satirische periodiek moest het loodje leggen. In 1916 ruimde ook Uilenspiegel het veld.